# Île de la Tortue (Nouvelle-Calédonie)
Pour les articles homonymes, voir île de la Tortue (homonymie).
LÎle de la Tortue est un îlot de Nouvelle-Calédonie dans les pléiades du Nord, une des Iles Loyauté.